# Paulo Sérgio Moreira Gonçalves
Paulo Sérgio Moreira Gonçalves, noto semplicemente come Paulo Sérgio (Lisbona, 24 gennaio 1984), è un ex calciatore portoghese, di ruolo ala destra.

## Palmarès

### Club
- Singapore Premier League: 1

DPMM: 2015
- Campionato indonesiano: 1

Bali United: 2019

### Individuale
- Capocannoniere del campionato europeo di calcio Under-19: 1

2003 (5 gol)